# James Connolly (nationalist)
 Der er flere personer med dette navn, se James Connolly.
James Connolly (Irsk Séamas Ó Conghaile; 5. juni 1868 – 12. maj 1916) var frem til 1916 en af de prominente ledere af den irske arbejderbevægelse. Født af irske forældre i Skotland 5. juni 1868. Bundet til en stol og henrettet af briterne efter en summarisk militær retssag i 1916.
James Connolly betragtes af mange som grundlæggeren af den irske socialistiske tradition og anses også som ophavsmand til den progressive del af den nationale irske bevægelse.
I årtierne op til sin henrettelse var han ledende indenfor det irske socialistparti og han havde også været medlem af Socialist Party of America og af Socialist Labour Party i England.
Efter årtiers forhandling om demokratiske rettigheder og national selvstændighed for Irland og til tider voldsom politisk og militær undertrykkelse, planlagde nationalistiske, republikanske og progressive organisationer et oprør i påsken 1916 og proklamerede den 24. april den irske republik.
James Connolly var af den overbevisning, at national selvstændighed og en udvikling i socialistisk retning var to sider af samme sag og knyttede arbejderbevægelsen tæt til oprøret. James Connolly blev prominent i ledelsen og var med til at skrive påskeproklamationen der i kort form skulle udgøre grundlaget for republikken Irland.
Det er paradoksalt at James Connolly, oprører og revolutionær og henrettet af den britiske stat, i 2002 af BBC efter en afstemning blev udnævnt til den "64th greatest Briton of all time" – foran Lloyd George og mange andre store engelske statsmænd.